# تئاتر اسپرانتو

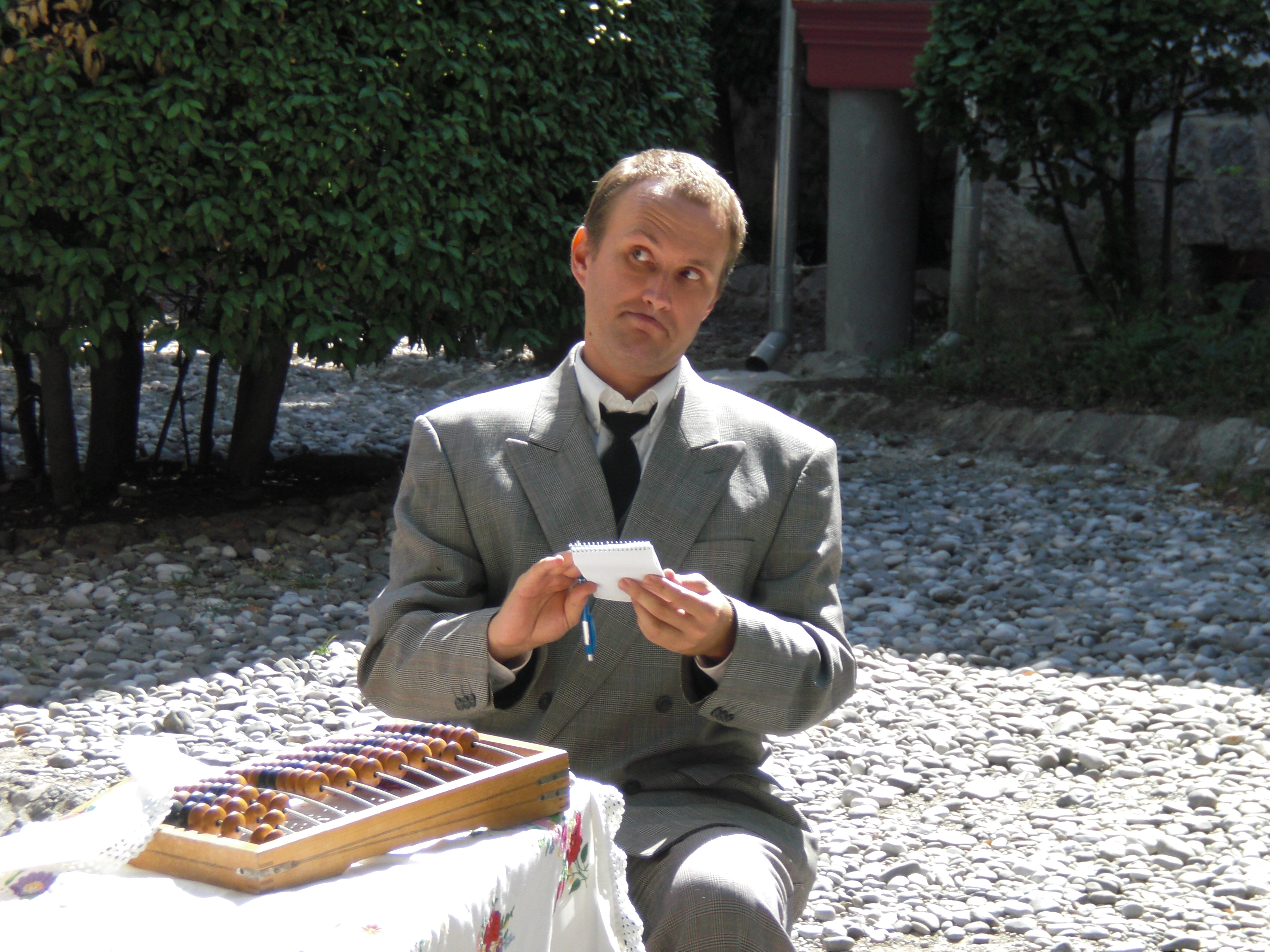
اجرای نمایشنامه‌ای از چخوف در کنگره ۲۰۱۲ SAT

تئاترِ اسپرانتو ناظر بر کلیه نمایش‌های تئاتری به زبان اسپرانتو می‌باشد. از جمله مهم‌ترین گروه‌های تئاترِ اسپرانتو می‌توان به تئاتر اسپرانتوی پاریس، گروه تئاتر دنیای ادبیات، تئاتر اسپرانتوی لهستان، گروه امید و درشکه سبز جولیو باگی اشاره نمود.

## تاریخچه
اگرچه اجرای نخستین تئاتر به زبان اسپرانتو به سال ۱۸۹۶ بازمی‌گردد، که در آن عده‌ای از جوانان اسپرانتودانان در شهر اسمولنسک (واقع در روسیه) اقدام به اجرای نمایشنامه‌ای از لئو تولستوی نمودند، با این حال نخستین تجربه جدی تئاتر به زبان اسپرانتو به سال ۱۹۰۵ و در ضمن نخستین کنگره جهانی اسپرانتو بازمی‌گردد. پس از آن اجرای تئاتر اسپرانتو به بخشی از برنامه‌های کنگره‌های جهانی اسپرانتو تبدیل شد.

## واژه نامه
1. ↑  Teatro Esperanto de Parizo
2. ↑  Teatra trupo de Literatura Mondo
3. ↑  Pola Esperanto Teatro
4. ↑  Espero
5. ↑  Verda Ĉaro de Julio Baghy